# سیستم مدیریت کتابخانه
سیستم مدیریت کتابخانه (به انگلیسی: library management system)(مخفف انگلیسی: LMS) یا سیستم یکپارچه کتابخانه (به انگلیسی: integrated library system)(مخفف انگلیسی: ILS) یک سیستم برنامه‌ریزی منابع سازمانی برای کتابخانه می‌باشد، که برای پرداخت صورت‌حساب‌ها، سفارش‌ها و پیگیری اقلام قرض گرفته‌شده توسط مراجعان استفاده می‌شود.
یک سیستم مدیریت کتابخانه معمولاً شامل یک پایگاه داده‌های رابطه‌ای، نرم‌افزاری برای تعامل با پایگاه داده، دو واسط گرافیکی کاربری (یکی برای مراجعان، یکی برای مسئولین). اکثر سیستم‌های مدیریت کتابخانه به چند نرم‌افزار مجزا به نام ماژول تقسیم می‌شوند، که هر کدام به وسیله یک رابط واحد یکپارچه می‌شوند.
به طور مثال ماژول‌ها می‌توانند شامل:
- جمع‌آوری (سفارش، دریافت، و صورتحساب اقلام)
- فهرست‌نویسی (طبقه‌بندی و نمایه‌سازی اقلام)
- گردش (قرض دادن کتاب به مراجعان و برگشت آنها)
- سریال بندی (پیگیری مجلات و روزنامه‌ها)
- فهرست برخط دسترسی همگانی (رابط عمومی برای کاربران)

هر کدام از اقلام و مراجعه کنندگان دارای یک شناسه مشخص در پایگاه‌داده هستند که به سیستم مدیریت کتابخانه این امکان را می‌دهد که فعالیت هر یک را پیگیری کند.
کتابخانه‌های بزرگ از سیستم یکپارچه کتابخانه برای سفارش و کسب، دریافت و فاکتور، کاتالوگ، گردش، پیگیری و قفسه‌بندی اقلام استفاده می‌کنند.
کتابخانه‌های کوچک نظیر کتابخانه‌های شخصی یا سازمان ناسودبر (مثل کلیساها یا کنیسه‌ها و…) اغلب به دلیل اجتناب از هزینه‌های اجرا و مشکلات نگهداری سیستم‌های یکپارچه کتابخانه از سیستم کامپیوتری کتابخانه استفاده می‌کنند.

## تاریخچه

### قبل از پیدایش کامپیوتر
قبل از ورود کامپیوتر، وظایف کتابخانه‌ای به صورت مجزا از یکدیگر انجام می‌شدند. انتخابگرها سفارش‌ها خود را به وسیله برگه‌ها می‌دادند، فهرست‌نویسان اقلام را به صورت دستی فهرست می‌کردند و آنها را به وسیله سیستم فهرست‌نویسی (که در آن تمام داده‌های کتاب‌شناسی در یک کارت نگهداری می‌شد) ذخیره می‌کردند، و کاربران بیرون کتاب را دستی امضا می‌کردند، این اطلاعات به همراه نام آنها بر روی کارت‌های نشانه که در میز گردش بود نگهداری می‌شد. اولین خودکارسازی‌ها به ۱۹۳۶ برمی‌گردد، زمانی که دانشگاه تگزاس شروع به استفاده از سیستم کارت پانچ برای مدیریت گردش کتابخانه کرد. هرچند سیستم کارت پانچ سهولت پیگیری اقلام قرض گرفته شده را می‌داد، خدمات کتابخانه‌ای هنوز با یکپارچه سازی فاصله زیادی داشت و دیگر وظایف کتابخانه‌ای با این تغییر بهبودی نیافت.

### دهه ۱۹۶۰: نفوذ تکنولوژی کامپیوتر
پس از این، ابداع بزرگ بعدی همراه با ظهور فهرست‌نویسی قابل خواندن برای ماشین (استانداردهای مارک) در دهه ۱۹۶۰ به وجود آمد، که همزمان با رشد فناوری کامپیوتر، خودکارسازی کتابخانه پدیدار شد. از این نقطه، کامپیوترها در کتابخانه‌ها تجربه شدند. این اقدامات از اواخر دهه ۱۹۶۰ شروع شد و در دهه ۱۹۷۰ ادامه یافت. خدمات کتاب‌شناسی با استفاده از فناوری‌های جدید آنلاین و واژگان اشتراکی استانداردهای مارک وارد بازار شدند؛ حاصل این اقدامات شامل مرکز کتابخانه رایانه‌ای پیوسته(به انگلیسی: Online Computer Library Center, Inc) و گروه تحقیقاتی کتابخانه‌ها (به انگلیسی: Research Libraries Group) و شبکه کتابخانه واشینگتن شد.

### دهه ۱۹۷۰ و ۱۹۸۰: نخستین سیستم‌های یکپارچه کتابخانه
دهه ۱۹۷۰ را می‌توان با دو اتفاق عمده مشخص کرد، اول پیشرفت در حافظه‌های کامپیوتری و دیگری مخابرات از راه دور. با پدید آمدن این ویژگی‌ها اولین سیستم‌های یکپارچه کتابخانه به وجود آمدند. این سیستم‌ها نیازمند سخت‌افزار و نرم‌افزارهای خاصی بودند تا وظایف متفاوت سیستم گردش را به هم متصل سازند. این وظایف شامل کنترل گردش و اعلام سررسید می‌شدند. با پیشرفت تکنولوژی دیگر خدمات کتابخانه به سیستم یکپارچه مدیریت اضافه شد مثل قرض گرفتن کتاب، فهرست‌نویسی، رزرو از روی عناوین، نظارت بر سریال‌بندی و...

### دهه ۱۹۹۰ و ۲۰۰۰: رشد اینترنت
به وسیله انقلاب اینترنت در دهه ۱۹۹۰ و اوایل دهه ۲۰۰۰، سیستم یکپارچه کتابخانه به کاربران امکان درگیری فعالانه‌تر با سیستم‌هایی نظیر فهرست برخط دسترسی همگانی یا اُپَک (OPAC) و درگاه‌های آنلاین مبتنی بر وب را داد. کاربران وارد با حساب کتابخانه‌ای خود در این سیستم‌ها می‌شدند تا عملیات‌هایی نظیر رزرو یا تمدید کتاب را انجام دهند در حین اینکه هویت کاربران به وسیله پایگاه‌داده‌های آنلاین اعتبار داده می‌شد. خوشبختانه در این بازه زمانی بازار سیستم یکپارچه کتابخانه به صورت نمایی رشد کرد. در سال ۲۰۰۲، صنعت سیستم یکپارچه کتابخانه به صورت میانگین ۵۰۰ میلیون دلار آمریکا درآمد داشت که این آمار نسبت به ۵۰ میلیون دلار در سال ۱۹۸۲ بسیار قابل ملاحظه بود.

### میانه دهه ۲۰۰۰ تا به حال: افزایش هزینه‌ها و نارضایتی مشتریان
در میانه دهه ۲۰۰۰ تا اواخر آن، نه تنها تعداد فروشندگان سیستم یکپارچه کتابخانه افزایش یافت بلکه هزینه آنها نیز به شدت افزایش پیدا کرد، که این باعث نارضایتی بسیاری از کتابخانه‌داران کوچک شد. در این بین سیستم یکپارچه کتابخانه متن باز در مراحل اولیه تست قرار گرفت. بسیاری از کتابخانه‌ها به این سمت نرم‌افزارانی چون Koha و Evergreen روی آوردند، دلیل اغلب آنها هم شامل دوری از قفل فروشندگان نرم‌افزار، هزینه‌های مجوز و شرکت در توسعه نرم‌افزار می‌شد. کتابخانه‌هایی که به سیستم یکپارچه کتابخانه متن باز نقل مکان کردند، به این نتیجه دست یافتند که در همکاری با این فروشندگان خدمات با کیفیت‌تری نسبت به قبل دریافت می‌کنند. در این بین فروشندگان قدرت در اختیار گرفتن نرم‌افزار و عقد قراردادهای سختگیرانه را از دست دادند. طبق آمار سال ۲۰۱۱، ۱۱٪ کتابخانه‌ها از سیستم‌های یکپارچه کتابخانه متن باز بهره گرفته‌اند.

## مثال‌ها
متن باز
- Evergreen
- GreenStone
- Invenio
- Koha
- سنایان: SLIMS, نسخه فارسی SLIMS بایگانی‌شده  در ۱۹ اوت ۲۰۱۷ توسط Wayback Machine

اختصاصی
- Aleph
- Innovative Interface

موزه‌ای
- Dynix